# Чернецьке (Лебединська міська громада)
Черне́цьке — село в Україні, у Лебединській міській громаді Сумського району Сумської області. Населення становить 149 осіб. До 2020 орган місцевого самоврядування — Будильська сільська рада.

## Географія
Село Чернецьке розташоване за 2 км від міста Лебедин. Поруч із селом — аеродром Харківського Вищого військового авіаційного училища льотчиків ВПС. 
На схід від села розташований орнітологічний заказник — «Озеро Семиверстне».

## Історія
12 червня 2020 року, відповідно до Розпорядження Кабінету Міністрів України № 723-р «Про визначення адміністративних центрів та затвердження територій територіальних громад Сумської області» увійшло до складу Лебединської міської громади.
19 липня 2020 року, після ліквідації Лебединського району, село увійшло до Сумського району.